# 埃爾卡斯蒂約 (梅塔省)
埃爾卡斯蒂約是哥倫比亞的城鎮，位於該國中部，由梅塔省負責管轄，始建於1954年，面積573平方公里，海拔高度375米，2005年人口5,571，人口密度每平方公里9.72人。
3°34′05″N 73°47′02″W / 3.56806°N 73.7839°W